# Széles Tizennégyesek

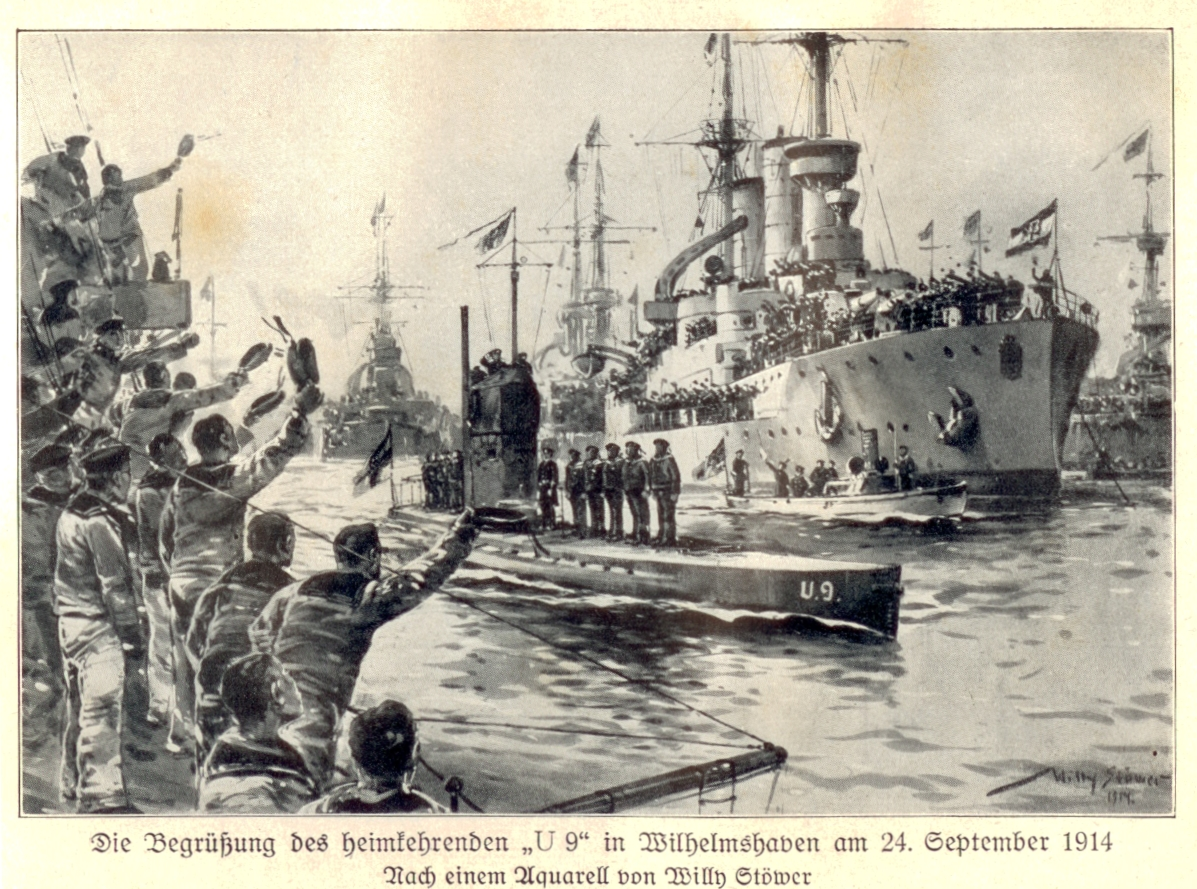
Az U-9 tengeralattjáró hazatérése 1914. szeptemberében

A Széles Tizennégyesek (angolul Broad Fourteens, hollandul Breeveertien) az Északi-tenger egyik déli területének neve, ahol egy nagy területen a tenger mélysége konzisztensen szinte mindenütt 26 méter. Fathomban (ölben) mérve ez 14 egységnek felel meg (1 fathom megközelítőleg 1,9 m), a területet bemutató angol tengerészeti térképek ezért tele vannak a mélységet jelölő 14-es számmal – innen kapta nevét a terület.
A Széles Tizennégyesek Hollandia partjai mentén és a Dogger-padtól délre helyezkednek el, nagyjából a 3° és 4°30′ keleti hosszúsági, valamint az 52°30′ és 53°30′ északi szélességi fokok közt. Valamikor földhíd nyúlhatott itt el, ami összekötötte a mai Angliát az európai kontinenssel.
Az első világháborúban 1914. szeptember 22-én az akkor 32 éves Otto Weddigen sorhajóhadnagy parancsnoksága alatt hajózó német U-9 tengeralattjáró itt süllyesztette el egymagában a brit haditengerészet Live Bait Squadron cirkálórajának HMS Aboukir, HMS Cressy és HMS Hogue nevű hadihajóit.

## Lásd még
- Északi-tenger
- Dogger-pad
- La Manche
- 1914. szeptember 22-ei ütközet